# Episodi di Una famiglia americana (prima stagione)
La prima stagione della serie televisiva Una famiglia americana è stata trasmessa in anteprima negli Stati Uniti d'America dalla CBS tra il 14 settembre 1972 e il 19 aprile 1973.
Precedentemente, il 19 dicembre 1971, è andato in onda l'episodio pilota.
| nº | Titolo originale                  | Titolo italiano | Prima TV USA      | Prima TV Italia |
| -- | --------------------------------- | --------------- | ----------------- | --------------- |
| 0  | The Homecoming: A Christmas Story |                 | 19 dicembre 1971  |                 |
| 1  | The Foundling                     |                 | 14 settembre 1972 |                 |
| 2  | The Carnival                      |                 | 21 settembre 1972 |                 |
| 3  | The Calf                          |                 | 28 settembre 1972 |                 |
| 4  | The Hunt                          |                 | 5 ottobre 1972    |                 |
| 5  | The Typewriter                    |                 | 12 ottobre 1972   |                 |
| 6  | The Star                          |                 | 19 ottobre 1972   |                 |
| 7  | The Sinner                        |                 | 26 ottobre 1972   |                 |
| 8  | The Boy from the C.C.C.           |                 | 2 novembre 1972   |                 |
| 9  | The Ceremony                      |                 | 9 novembre 1972   |                 |
| 10 | The Legend                        |                 | 16 novembre 1972  |                 |
| 11 | The Literary Man                  |                 | 30 novembre 1972  |                 |
| 12 | The Dust Bowl Cousins             |                 | 7 dicembre 1972   |                 |
| 13 | The Reunion                       |                 | 14 dicembre 1972  |                 |
| 14 | The Minstrel                      |                 | 21 dicembre 1972  |                 |
| 15 | The Actress                       |                 | 4 gennaio 1973    |                 |
| 16 | The Fire                          |                 | 11 gennaio 1973   |                 |
| 17 | The Love Story                    |                 | 18 gennaio 1973   |                 |
| 18 | The Courtship                     |                 | 25 gennaio 1973   |                 |
| 19 | The Gypsies                       |                 | 1º febbraio 1973  |                 |
| 20 | The Deed                          |                 | 8 febbraio 1973   |                 |
| 21 | The Scholar                       |                 | 22 febbraio 1973  |                 |
| 22 | The Bicycle                       |                 | 1º marzo 1973     |                 |
| 23 | The Townie                        |                 | 8 marzo 1973      |                 |
| 24 | An Easter Story (Part 1)          |                 | 19 aprile 1973    |                 |
| 25 | An Easter Story (Part 2)          |                 | 19 aprile 1973    |                 |